# Master Shot
Master Shot wird in der Filmtechnik eine Szene oder Sequenz genannt, die von Anfang bis Ende kontinuierlich in der Totalen oder Halbtotalen gefilmt wird.
Der Master Shot ist die ununterbrochene Aufnahme einer Szene. Mit Weitwinkel aufgenommen, zeigt er sämtliche Akteure der Szene und deckt die gesamte Zeit der Szene ab. Der ununterbrochene Master einer Szene gilt als Sicherheitsaufnahme. Sollten in der Postproduktion Probleme auftreten, so kann durch den konstanten Raumüberblick des Masters bei Bedarf auf diesen zurückgegriffen werden. Der Master Shot ist von Wichtigkeit für den Filmeditor, da er immer zeigt, wo sich die Schauspieler in der Szene genau befinden.
Er kann im Schnittprozess des Films um Groß- und Detailaufnahmen sowie andere Zwischenschnitte ergänzt werden.
Dramaturgischer Zweck des Master Shots in dem fertig geschnittenen Film ist es, dem Zuschauer die Figurenkonstellation und die Bedingungen des filmischen Raums auf einen Blick zu verdeutlichen. Formal ähnelt er einem Establishing Shot.
Ein Master Shot eignet sich besonders für die Einführung und die Zwischenorientierung bei Dialogsituationen. In Ridley Scotts Blade Runner wird zum Beispiel das Gespräch zwischen Holden und Leon am Filmbeginn durch einen Master Shot in der Halbtotalen eingeführt und kontinuierlich begleitet, unterbrochen von näheren Einstellungen auf die Gesprächspartner. Den umgekehrten Weg geht Francis Ford Coppola in der Paten-Trilogie, indem er Gespräche mit Nah- oder Großaufnahmen beginnen lässt und erst im Verlauf der Szene immer wieder auf eine Master-Shot-Aufnahme aus der Halbtotalen schneidet.

## Geschichte
Historisch gesehen war der Master Shot die bedeutendste Aufnahme einer Szene. Alle Aufnahmen der Szenen waren irgendwie verbunden mit dem Master Shot. Das ist einer der Gründe, warum einige Filme der 1930er und 1940er heute „theatralisch“ genannt werden. In den 1960ern und den 1970ern veränderte sich die Art und Weise des Filmdrehens und des Schneidens in eine Richtung, radikalere Sichtwinkel zu zeigen, um mehr Subjektivität und Intimität zu erzeugen. Heute ist der Master Shot immer noch gebräuchlich, aber die anderen Aufnahmen orientieren sich nicht mehr nur an dem Master Shot.